# Carlo Ludovico II di Hohenlohe-Langenburg
Carlo Ludovico II di Hohenlohe-Langenburg (in tedesco: Karl Ludwig Wilhelm Leopold Fürst zu Hohenlohe-Langenburg; Langenburg, 25 ottobre 1829 – Salisburgo, 16 maggio 1907) era il figlio maggiore di Ernesto I, principe di Hohenlohe-Langenburg. Fu il V Principe di Hohenlohe-Langenburg.

## Infanzia
Carlo Ludovico nacque a Langenburg, Regno di Württemberg, primogenito di Ernesto I, Principe di Hohenlohe-Langenburg (1794–1860), (figlio du Carlo Ludovico I, Principe di Hohenlohe-Langenburg e della Contessa Amalia di Solms-Baruth) e di sua moglie, la Principessa Feodora di Leiningen (1807–1862), (figlia di Emich Carl, II Principe di Leiningen e della Principessa Vittoria di Sassonia-Coburgo-Saalfeld). Sua madre era la sorellastra della Regina Vittoria.

### Educazione e carriere militare
Dopo aver vissuto a Dresda and Gotha per scopi didattici, studio giurisprudenza per tre mesi all'Università Federico Guglielmo a Berlino (1850–51). Successivamente egli trascorse diversi anni nell'esercito per una formazione militare, ma solo negli anni '50 dell'Ottocento ottenne di entrare a far parte dell'esercito austriaco e poi dell'armata del Württemberg, venendo nominato ufficiale dal 1848. Dal 1855 si iscrisse all'Ordine di San Giovanni del Baliaggio di Brandeburgo.

## Principe di Hohenlohe-Langenburg
Alla morte di suo padre il 12 aprile 1860, Carlo Ludovico ereditò il titolo di Principe di Hohenlohe-Langenburg (in tedesco:Fürst zu Hohenlohe-Langenburg). Rinunciò al titolo il 21 aprile 1860 in favore del fratello minore Ermanno, poiché intendeva contrarre un matrimonio ineguale. Tuttavia, egli mantenne il titolo di principe (in tedesco:Prinz).

## Matrimonio
Carlo Ludovico sposò morganaticamente il 22 febbraio 1861 a Parigi Maria Grathwohl (1837–1901), figlia maggiore di Georg Andreas Grathwohl e sua moglie, Friederike Meyer. Seguendo le regole del matrimonio morganatico, sua moglie fu creata Baronessa di Bronn fra la nobiltà del Württemberg, loro figli tennero il titolo della loro madre come Barone (Baronessa) di Bronn dalla nascita, e non ebbero diritto a qualsiasi condizione reale o eredità.
Ebbero tre figli:
- Carl, Principe di Weikersheim (25 gennaio 1862 – 28 settembre 1925) nato come Barone Carl di Bronn, nel 1911 fu elevato nel rango e creato Principe di Weikersheim dall'imperatoreFrancesco Giuseppe I d'Austria,[1] ai suoi discendenti fu concesso il diritto di utilizzare il titolo di Conte e Contesse di Weikersheim. Sposò nel 1899 la Contessa Marie di Chudenitz, ebbe figli.
- Baronessa Viktoria di Bronn (8 gennaio 1863 – 10 ottobre 1946), sposò nel 1879 Ernst Manner von Mätzeldsorf, senza figli.
- Baronessa Beatrix di Bronn (14 ottobre 1868 – 17 aprile 1932)

## Titoli e appellativi
- 25 ottobre 1829 – 12 aprile 1860: Sua Altezza Serenissima Principe Carlo Ludovico di Hohenlohe-Langenburg
- 12 aprile 1860 – 21 aprile 1860: Sua Altezza Serenissima Il Principe di Hohenlohe-Langenburg
- 21 aprile 1860 – 16 maggio 1907: Sua Altezza Serenissima Principe Carlo Ludovico di Hohenlohe-Langenburg

## Ascendenza
|                                          |                                       |                                                  | Genitori                                      |  |  | Nonni |  |  | Bisnonni                                  |  |  | Trisnonni                     |  |
|                                          |                                       |                                                  |                                               |  |  |       |  |  | Cristiano Alberto di Hohenlohe-Langenburg |  |  | Luigi di Hohenlohe-Langenburg |  |
|                                          |                                       |                                                  |                                               |  |  |       |  |  | Cristiano Alberto di Hohenlohe-Langenburg |  |  | Luigi di Hohenlohe-Langenburg |  |
|                                          |                                       | Eleonora di Nassau-Saarbrücken                   |                                               |  |  |       |  |  | Cristiano Alberto di Hohenlohe-Langenburg |  |  |                               |  |
| Carlo Ludovico I di Hohenlohe-Langenburg |                                       |                                                  |                                               |  |  |       |  |  | Cristiano Alberto di Hohenlohe-Langenburg |  |  |                               |  |
|                                          |                                       | Carolina di Stolberg-Gedern                      | Federico Carlo di Stolberg-Gedern             |  |  |       |  |  |                                           |  |  |                               |  |
|                                          |                                       | Carolina di Stolberg-Gedern                      | Federico Carlo di Stolberg-Gedern             |  |  |       |  |  |                                           |  |  |                               |  |
|                                          |                                       | Carolina di Stolberg-Gedern                      | Luisa di Nassau-Saarbrücken                   |  |  |       |  |  |                                           |  |  |                               |  |
| Ernesto I di Hohenlohe-Langenburg        |                                       | Carolina di Stolberg-Gedern                      |                                               |  |  |       |  |  |                                           |  |  |                               |  |
|                                          |                                       | Giovanni Cristiano II di Solms-Baruth            | Giovanni Carlo di Solms-Baruth                |  |  |       |  |  |                                           |  |  |                               |  |
|                                          |                                       | Giovanni Cristiano II di Solms-Baruth            | Giovanni Carlo di Solms-Baruth                |  |  |       |  |  |                                           |  |  |                               |  |
|                                          |                                       | Giovanni Cristiano II di Solms-Baruth            | Luisa di Lippe-Biesterfeld                    |  |  |       |  |  |                                           |  |  |                               |  |
| Amalia Enrichetta di Solms-Baruth        |                                       | Giovanni Cristiano II di Solms-Baruth            |                                               |  |  |       |  |  |                                           |  |  |                               |  |
|                                          |                                       | Federica Luisa di Reuss-Köstritz                 | Enrico VI di Reuss-Köstritz                   |  |  |       |  |  |                                           |  |  |                               |  |
|                                          |                                       | Federica Luisa di Reuss-Köstritz                 | Enrico VI di Reuss-Köstritz                   |  |  |       |  |  |                                           |  |  |                               |  |
|                                          |                                       | Federica Luisa di Reuss-Köstritz                 | Anna Francesca Enrichetta Luisa de Casado     |  |  |       |  |  |                                           |  |  |                               |  |
| Carlo Ludovico di Hohenlohe-Langenburg   |                                       | Federica Luisa di Reuss-Köstritz                 |                                               |  |  |       |  |  |                                           |  |  |                               |  |
|                                          | Carlo Federico Guglielmo di Leiningen | Federico Magnus di Leiningen-Dagsburg-Hartenburg |                                               |  |  |       |  |  |                                           |  |  |                               |  |
|                                          | Carlo Federico Guglielmo di Leiningen | Federico Magnus di Leiningen-Dagsburg-Hartenburg |                                               |  |  |       |  |  |                                           |  |  |                               |  |
|                                          | Carlo Federico Guglielmo di Leiningen | Anna di Wurmbrand-Stuppach                       |                                               |  |  |       |  |  |                                           |  |  |                               |  |
| Emilio Carlo di Leiningen                | Carlo Federico Guglielmo di Leiningen |                                                  |                                               |  |  |       |  |  |                                           |  |  |                               |  |
|                                          |                                       | Cristiana di Solms-Rödelheim-Assenheim           | Guglielmo di Solms-Rödelheim-Assenheim        |  |  |       |  |  |                                           |  |  |                               |  |
|                                          |                                       | Cristiana di Solms-Rödelheim-Assenheim           | Guglielmo di Solms-Rödelheim-Assenheim        |  |  |       |  |  |                                           |  |  |                               |  |
|                                          |                                       | Cristiana di Solms-Rödelheim-Assenheim           | Maria Anna di Wurmbrand-Stuppach              |  |  |       |  |  |                                           |  |  |                               |  |
| Feodora di Leiningen                     |                                       | Cristiana di Solms-Rödelheim-Assenheim           |                                               |  |  |       |  |  |                                           |  |  |                               |  |
|                                          |                                       | Francesco Federico di Sassonia-Coburgo-Saalfeld  | Ernesto Federico di Sassonia-Coburgo-Saalfeld |  |  |       |  |  |                                           |  |  |                               |  |
|                                          |                                       | Francesco Federico di Sassonia-Coburgo-Saalfeld  | Ernesto Federico di Sassonia-Coburgo-Saalfeld |  |  |       |  |  |                                           |  |  |                               |  |
|                                          |                                       | Francesco Federico di Sassonia-Coburgo-Saalfeld  | Sofia Antonia di Brunswick-Wolfenbüttel       |  |  |       |  |  |                                           |  |  |                               |  |
| Vittoria di Sassonia-Coburgo-Saalfeld    |                                       | Francesco Federico di Sassonia-Coburgo-Saalfeld  |                                               |  |  |       |  |  |                                           |  |  |                               |  |
|                                          |                                       | Augusta di Reuss-Ebersdorf                       | Enrico XXIV di Reuss-Ebersdorf                |  |  |       |  |  |                                           |  |  |                               |  |
|                                          |                                       | Augusta di Reuss-Ebersdorf                       | Enrico XXIV di Reuss-Ebersdorf                |  |  |       |  |  |                                           |  |  |                               |  |
|                                          |                                       | Augusta di Reuss-Ebersdorf                       | Carolina Ernestina di Erbach-Schönberg        |  |  |       |  |  |                                           |  |  |                               |  |
|                                          |                                       | Augusta di Reuss-Ebersdorf                       |                                               |  |  |       |  |  |                                           |  |  |                               |  |